# 舒格洛夫山公園 (加利福尼亞州)
舒格洛夫山公園（英語：Sugarloaf Mountain Park）是位於美國加利福尼亞州圖萊里縣的一個人口普查指定地區。

## 地理
舒格洛夫山公園的座標為35°50′17″N 118°36′14″W / 35.83806°N 118.60389°W，而該地最高點為海拔高度1826米（即5991英尺）。

## 人口
根據2010年美國人口普查的數據，舒格洛夫山公園的面積為0.274平方千米，當中陸地面積為0.274平方千米，而水域面積為0.000平方千米。當地共有人口0人，而人口密度為每平方千米0人。